# Real Academia de Bellas Artes de San Telmo
La Real Academia de Bellas Artes de San Telmo es una institución fundada en 1849, tiene como fin primordial el fomento de la creatividad artística, así como el estudio, difusión y promoción de las artes y del patrimonio cultural, histórico-artístico y medioambiental y, muy particularmente, de la pintura, la arquitectura, la escultura, la literatura, la música y las artes visuales, teniendo como ámbito preferente de actuación el de la ciudad de Málaga y su provincia. 

## Historia
La institución fue creada en Málaga por Real Decreto de 31 de octubre de 1849, y su acto de constitución tuvo lugar el 7 de junio de 1850, siendo Ministro de Fomento Manuel Seijas Lozano. La primera Junta se celebró un día después, presidida por su primer Presidente, en las dependencias del antiguo Real Colegio Náutico de San Telmo, en la plaza de la Constitución. 
La Real Orden de 1850 fijaba en 18 el número de académicos para Málaga, más el presidente y dos consiliarios, aunque en sucesivas reformas de los Estatutos ha ido cambiando este número, que asciende en la actualidad a 38 académicos.
En su constitución los 18 académicos se dividían por mitad entre los no profesionales y los profesionales, constando nueve individuos en cada una. Éstos se agrupaban en tres secciones. 
Primera sección: Dibujo, Pintura y Grabado en dulce.
Segunda sección: Escultura y Grabado en hueco.
Tercera sección: Arquitectura.
Entre sus miembros fundadores se encontraban José Freüller Alcalá Galiano, marqués de la Paniega (Presidente), Diego Delicado y Zafra (Consiliario), Salvador López Ramos (Consiliario), Jorge Loring Oyarzábal (Tesorero), Manuel Agustín Heredia, Juan Giró Moreno, Francisco Prat y Velasco, Cirilo Salinas y José Trigueros, arquitectos, Antonio Maqueda Gutiérrez, Rafael Gutiérrez de León, José García Chicano y otros.
El uso de la medalla que como distintivo usan los Académicos Numerarios fue concedido por R.O. de 28 de noviembre de 1880
El 24 de julio de 1913 se constituye por real decreto el Museo Provincial de Bellas Artes, antiguo objetivo de la institución. El museo fue inaugurado dos años después en unos salones de una casa de la calle del Císter, alquilada al marqués de Larios, presidente del patronato en ese momento. En 1920 el citado edificio fue vendido a la Institución Teresiana, y ante el riesgo de quedar sin local para la instalación, el Patronato del Museo decidió que fuera instalado en el propio edificio de la Academia y en sus salones. En 1915, el ministro Rafael Andrade otorgó a la corporación el título de Primera Clase. El 28 de abril de 1961 se inaugura la nueva sede del Museo de Bellas Artes en el Palacio de Buenavista por Francisco Franco, tras años compartiendo sede con la Academia. El 29 de octubre de 1971 la Academia nombró Académico de Honor al pintor Pablo Ruiz Picasso. En 1997, el Palacio de Buenavista quedó reservado para el Museo Picasso Málaga y quedó sin sede hasta la inauguración del Museo de Málaga en el Palacio de la Aduana el 12 de diciembre de 2016.

## Presidencia
Su primer presidente fue José Freüller y Alcalá Galiano, marqués de la Paniega. Tras la muerte del marqués en 1901, la institución tuvo una fase de letargo y la presidencia pasó a Rafael Romero Aguado. En 1910, aún con poca actividad, volvió a cambiar de presidente a Ramón Martín Gil. En 1926 la presidencia pasó de Ricardo Gross Orueta a Fernando Guerrero Strachan, un año después dicho académico pasó a ser alcalde de Málaga. En 1930, tras la muerte de Strachan, la presidencia pasó a Salvador González Anaya y más tarde a José Estrada y Estrada, que llegó a ser ministro de Justicia y Fomento.

## Composición
La Real Academia de Bellas Artes de San Telmo ha modificado varias veces sus Estatutos. Entrados ya en el siglo XXI, teniendo en cuenta el cambio radical de sensibilidad que se ha operado hacia el patrimonio histórico y cultural, así como la valoración de nuevas técnicas artísticas los Estatutos vigentes, aprobados por Decreto 70/2014 de 25 de febrero, se han modificado y ampliado las secciones que agrupan a treinta y ocho Académicos de Número, además de los cinco Académicos de Honor y un número no cerrado de Académicos Correspondientes.
Los Académicos Numerarios se distribuyen en siete secciones: Sección 1ª Pintura (8 académicos), Sección 2ª Arquitectura (4 académicos), Sección 3º Escultura (2 académicos), Sección 4ª Música (2 académicos), Sección 5ª Poesía y Literatura (5 académicos), Sección 6ª Artes Visuales (2 académicos), Sección 7ª La forman quienes sin ser profesionales de ninguna de las artes indicadas, se hayan distinguido por su relación con las artes (Tradicionalmente se la ha designado como Amantes de las Bellas Artes (16 académicos).
Forman parte también de la Academia los miembros que, según los Estatutos vigentes, hayan pasado a ser Eméritos, que no formarán propiamente una sección pero pueden asistir a las Juntas de la Academia, con voz pero sin voto, lo mismo que los Académicos Correspondientes.
La Academia de San Telmo fue la fundadora del Museo de Bellas Artes de Málaga y tiene una sede en el Palacio de la Aduana.